# Il giovane Fritz
Il giovane Fritz (Юный Фриц) è un film del 1943 diretto da Grigorij Michajlovič Kozincev e Leonid Trauberg.